# جامعة دار العلوم
جامعة دار العلوم هي جامعة سعودية خاصة، تقع في مدينة الرياض، أسسها الشيخ عبد العزيز بن علي التويجري عام 2000.

## التأسيس
بدأت خطوات تأسيس الجامعة بطلب تقدم به مؤسس الجامعة التويجري عام 1421 هـ إلى وزارة التعليم العالي السعودية آنذاك برغبته في إنشاء كليات أهلية بمسمى كليات دار العلوم الأهلية، في عام 1422 هـ ردت الوزارة إجابة على طلب التويجري مرفقا به اللائحة الجديدة للكليات الأهلية، وفي عام 1425 هـ وبناء على متطلبات لائحة وزارة التعليم العالي ( وزارة التعليم حاليا) تم إعداد دراسة جدوى للمشروع وتم تأسيس شركة دار العلوم للتربية والتعليم، وتم رفع جميع متطلبات إنشاء الكليات إلى وزارة التعليم العالي السعودية، وفي يوم الثامن عشر من رمضان عام 1425 هـ صدرت الموافقة المبدئية على إنشاء كليات دار العلوم الأهلية، وفي عام 1429 هـ صدرت الموافقة النهائية على إنشاء كليات دار العلوم، في العام نفسه وبعد أن توفرت جميع شروط ومتطلبات تحويل كليات دار العلوم إلى جامعة تقدمت الكليات لوزارة التعليم العالي بطلب تحويلها إلى جامعة وفق ما تقضي به المادة السابعة من لائحة الجامعات الأهلية، وفي الخامس عشر من ذي القعدة عام 1429 هـ تمت الموافقة على إنشاء جامعة دار العلوم الأهلية، ويرأس الجامعة الدكتور خالد بن عبد الرحمن الحمودي.

## الاعتماد الأكاديمي
جامعة دار العلوم مُعتمدة من قبل وزارة التعليم في المملكة العربية السعودية. ويتم العمل حالياً من أجل الحصول على اعتماد الهيئة الوطنية للتقويم والاعتماد الأكاديمي،
وهيئات ومؤسسات دولية مرموقة.

## كليات الجامعة
تضم جامعة دار العلوم ست كليات لكلا الجنسين:
- كلية الحقوق: تمنح درجة البكالوريوس في الحقوق كأول كلية حقوق متكاملة بالمملكة العربية السعودية وتمنح أيضا درجة الماجستير في القانون التجاري والجنائي. لغة التدريس في الكلية هي اللغة العربية مع استخدام اللغة الإنجليزية كلغة مساندة في بعض المقررات.
- الكليات الصحية: وتشمل كلية الطب بشري (تأسست عام 1434هـ) وطب أسنان (تأسست عام 1435هـ) وصيدلة وعلوم تطبيقية (تحت الإنشاء)، وقد خصصت الجامعة مستشفى متكامل لهذا الشأن.
- كلية هندسة الحاسب وتقنية المعلومات: منح كلية هندسة الحاسب الاّلي وتقنية المعلومات درجة البكالوريوس في التخصصات التالية: علوم الحاسب، هندسة البرمجيات، تقنية المعلومات، تقدم الكلية برنامجها باللغة الإنجليزية.
- كلية إدارة الأعمال: تمنح كلية إدارة الأعمال درجة البكالوريوس في التخصصات التالية: تخصص مالية وبنوك، تخصص محاسبة ومراجعة، تخصص إدارة التسويق، تخصص إدارة الموارد البشرية، لغة الدراسة هي اللغة الإنجليزية.
- كلية التربية والتنمية البشرية: تمنح كلية التربية والتنمية البشرية في أربعة تخصصات وهي: تخصص التربية الخاصة (مسار صعوبات التعلم)، تخصص الطفولة المبكرة، تخصص لغة إنجليزية (معلم لغة إنجليزية)، تخصص حاسب آلي وتقنية معلومات (معلم حاسب آلي)، لغة التدريس في تخصصات الكلية هي اللغة العربية مع استخدام اللغة الإنجليزية كلغة مساندة في بعض المقررات.
- كلية الهندسة المعمارية والتصميم الرقمي: تمنح كلية الهندسة المعمارية والتصميم الرقمي درجة البكالوريوس في التخصصات التالية: العمارة، التصميم الداخلي، التصميم الرقمي، لغة الدراسة هي اللغة الإنجليزية.

## الحرم الجامعي
يشمل الحرم الجامعي لجامعة دار العلوم كل ما يحتاجه الطالب أو الطالبة للتعلم أو التدريب أو النشاط. يتكون الحرم مما يلي: قاعات دراسية بمواصفات تعليمية عالية، مكتبة مركزية تخدم كل التخصصات، مكتبات فرعية تتبع المكتبة المركزية لكل كلية تخدم تخصصاتها الداخلية، قاعة المحكمة الصورية لتدريب طلاب وطالبات الحقوق على المرافعات عمليا، خمس مدرجات للنشاطات والندوات، معامل للغة، معامل للحاسب الآلي، عيادة طبية بطاقم طبي وسيارة إسعاف، نوادي رياضية متكاملة، مطاعم، قاعة معارض، مسجد يتسع لأربعة آلاف مصلي، قاعات سمعية وبصرية، مواقف سيارات، مراكز بحثية، مركز ثقافي متكامل يضم مسرحًا وقاعة للمحاضرات وقاعة ندوات وقاعات تدريب وقاعة لورش العمل، بالإضافة لاحتواء الحرم على عدة مسابح.

## أعضاء مجلس الأمناء
- الأستاذ عبد العزيز بن علي التويجري، رئيس المجلس
- الأستاذ عمار بن عبد العزيز التويجري، نائب رئيس المجلس
- الدكتورة هدى بنت محمد العميل، عضو المجلس
- الأستاذة نورة بنت عبد الله الفايز، عضو المجلس
- الدكتور وليد بن عبد الرزاق الدالي، عضو المجلس
- الدكتورة سهام بنت عبد الرحمن الصويغ، عضو المجلس
- الدكتور عبد الله بن علي الحصين، عضو المجلس
- الدكتور خالد بن محمد العيبان، عضو المجلس
- الدكتور أحمد بن سالم العامري، عضو المجلس
- الدكتور عيد بن سندي الشمري، عضو المجلس
- الدكتور طلال بن محمود ضاحي، عضو المجلس
- الدكتور عبد الله بن سعد المديميغ، عضو المجلس
- الدكتور نواف بن جمال الحسيني، عضو المجلس
- المهندس زيد بن عبد الله الشبانات، عضو المجلس
- المهندس علي بن صالح البراك، عضو المجلس
- الأستاذ علي بن عبد العزيز التويجري، عضو المجلس
- الأستاذة نوف بنت عبد العزيز التويجري، عضو المجلس
- الأستاذ نواف بن عبد العزيز التويجري، عضو المجلس.